# Praga Bohema
La Praga Bohema est une supercar du constructeur automobile tchèque Praga présenté en novembre 2022, produite à 89 exemplaires à partir de 2024.

## Présentation
La Praga Bohema est dévoilée le 24 novembre 2022. La supercar est produite à 89 exemplaires en référence au 89e anniversaire de la victoire de Praga aux 1000 miles de Tchécoslovaquie de 1933.
Elle est développée avec la contribution du pilote de Formule 1 Romain Grosjean pour les essais piste.
Après 2 ans de développement et d'essais, elle est construite à la main dans l'usine de Praga en République Tchèque à partir du premier semestre 2024.

## Caractéristiques techniques
La supercar est construite sur une structure monocoque avec des panneaux de carrosserie en fibre de carbone, pour un poids limité à 982 kg.

### Motorisations
La Bohema est équipée du moteur V6 biturbo de 3,8 litres de la Nissan GT-R poussé à  700 ch et 725 N m de couple.